# Джон Вуд Кемпбелл
Джон Вуд Кемпбелл-молодший (англ. John Wood Campbell, Jr.; 8 червня 1910 року, Ньюарк, Нью-Джерсі, США — 11 липня 1971 року, Маунтенсайд, Нью-Джерсі, США) — американський письменник і редактор, багато в чому сприяв становленню «Золотої доби наукової фантастики».

## Біографія

### Дитинство
Джон Кемпбелл народився 8 червня 1910 року в Ньюарку (штат Нью-Джерсі).
Батько, Джон Кемпбелл, інженер-електрик місцевого відділення телефонної компанії «Белл», мав стриману і холодну вдачу, мати — Дороті Кемпбелл, навпаки, дуже ніжна і відкрита. Деякий вплив на хлопчика мала сестра-близнючка його матері, яка недолюблювала маленького Джона, і він бувало її лякався, коли бачив в ній якби свою матір, але в поганому настрої. Він завжди відчував певні сумніви — хто перед ним, добра мати або зла тітка. Джон з дитинства цікавився літературою, наукою і теорією космічних польотів. У підвалі батьківського будинку він організував нехитру хімічну лабораторію, лагодив однокласникам велосипеди, а в будинку — всі електричні прилади.

### Освіта
У 18 років Кемпбелл здає вступні іспити в Массачусетський технологічний інститут (Massachusetts Institute of Technology), де був дуже дружний з молодим професором математики Норбертом Вінером (Norbert Wiener) — майбутнім «хрещеним батьком» інформатики. Але в 1930 р. був викинутий з MIT внаслідок провалу іспиту з німецької мови. Тоді, за допомогою фінансової підтримки батька, він протягом року продовжив навчання на фізичному факультеті Університету Дьюка (Duke University) в Дархемі (штат Північна Кароліна), отримавши в результаті в 1932 році диплом бакалавра в області ядерної фізики. Все подальше життя Кемпбелл цікавився проблемами ядерної енергетики, написавши чимало статей на цю тему і видавши у 1947 році в Нью-Йорку науково-популярну книгу «Атомна історія» (The Atomic Story). Зовсім трохи пропрацювавши комівояжером, продаючи газети, старі автомобілі, вентилятори та газові плити а також лаборантом в хімічній компанії, він остаточно перейшов до літературної діяльності.

## Творчість

### Літературна діяльність
Дебют Кемпбелла відбувся в журналі «Amazing Stories» в січні 1930 року оповіданням «Коли не витримують атоми» («When the Atoms Failed»). А вже в червні він публікує повість «Піратство більш переважно» («Piracy Preferred»), а восени — невеликий роман «Проходження Чорної Зірки» («The Black Star Passes»). Ці романи спочатку друкувалися виключно в журналах, а в книжковому варіанті були перевидані лише в 1950-1960-ті роки. Ці, та наступні його твори приймаються читачами «на ура». Але згодом Кемпбелл починає обтяжуватися примітивністю прийомів та тими темами, що підіймаються у тодішній науковій фантастиці, і починає публікувати в «Astounding» оповідання, в яких відпрацьовує той чи інший «прорив» фантастики в нові стилістичні та тематичні сфери.  Кемпбелл переходить до більш серйозних літературних тем, публікуючи свої твори під псевдонімом Дон А. Стюарт (Don A. Stuart), створеному на основі імені і дошлюбного прізвища своєї першої дружини. Під цим ім'ям він створив чимало цікавих повістей і оповідань, як, наприклад, оповідання «Сутінки» (1934) або трилогія 1935 року про механізовану еволюцію: «Машина», «Прибульці» і «Заколот». Твори, опубліковані у цей період, Кемпбелл лише зрідка друкував під своїм справжнім ім'ям. Одного разу письменник використовував ще один свій псевдонім «Карл Ван Кемпен» в грудневому номері журналу «Вражаюча наукова фантастика» за 1934 рік, де вже були оповідання Дона А. Стюарта і уривок з роману Джона Кемпбелла. Його письменницька кар'єра практично завершується публікацією повісті «Хто йде?» («Who Goes There?», 1938). Це розповідь про те, як в обмеженому просторі антарктичної станції в людину вселилося хитре інопланетне чудовисько. Цей твір до цих пір вважається одним з найкращих НФ-трилерів. Повість була тричі екранізована . Фільми:
- «Дещо з іншого світу» («The Thing From Another World»), режисер Крістіан Нібі[11] 1951;
- «Дещо» («The Thing»), режисер Джон Карпентер, 1982;
- «Дещо», режисер Маттіс ван Хейніген[12], 2011.

### Редакторська діяльність
У вересні 1937 року крісло редактора «Astounding» залишає Ф. Орлін Тримейн і це місце пропонують Кемпбеллу, який негайно погоджується і починає проводити в життя давно задуману реформу фантастики. Саме в цей період він знаходить таких авторів, як Айзек Азімов, Роберт Гайнлайн, Теодор Стерджон, Альфред ван Вогт, Лестер дель Рей, пізніше Кліва Картмілла, а також залучає до роботи перспективних «старичків» — Генрі Каттнера і Кетрін Мур, Л. Спрега де Кемпа, Кліффорда Сімака, Джека Вільямсона та інших. Він, приміром, перший запропонував ідею знаменитих «Трьох законів робототехніки» Айзеку Азимову, подав ідеї кількох оповідань Роберту Гайнлайну. У 1932 році він першим у фантастиці висунув ідею про суперкомп'ютер, в 1934 році в одному зі своїх романів вперше згадав про «гіперпростір», в іншому — про синтетичну їжу, а в 1945-му у своїй редакторській колонці вперше згадав слово «ЕТ» (скор. від extraterrestrial — позаземної).
Джон Кемпбелл, жорстко вимагав від авторів неодмінного поєднання в їх творах «справжньої» науки, високих художніх достоїнств і акценту на соціальні та людські наслідки науково-технічного прогресу, вирішив завдання виняткової важливості для американської наукової фантастики, виявивши цілу плеяду дивовижних талантів, які отримали світове визнання. Він був енергійний, діяльний редактор, який мав свої ідеї. З молодими авторами він не церемонився, але давав можливість друкуватися всім, у кому зміг розгледіти хоча б частинку таланту (як він його сам розумів). Правда, писати про все не давав.
Все це дозволяє йому зробити «Astounding» найкращим журналом фантастики 1940-х років. Пізніше він також створює журнал фентезі «Unknown» (1939-1943).
У воєнний час Кемпбелл виявляв великий інтерес до різних навколонаукових або альтернативних теорій (в основному до телепатії і екстрасенсорики), а в 1949 році зацікавився новою наукою «діанетикою» (dianetics) Л. Рона Габбарда (L. Ron Hubbard). Це в якійсь мірі негативно вплинуло на його журнал. Айзек Азімов писав: «Багато авторів почали використовувати псевдонаукові сюжети, щоб гарантувати свої публікації, але найкращі автори журналу пішли з нього, і я в їх числі».
На початку 1950-х лідерство Кемпбелла похитнула поява нових журналів фантастики, орієнтованих більше на літературність, ніж на концептуальність — «Galaxy», «Magazine of Fantasy and Science Fiction», «If» та інших. Тим не менш аж до своєї смерті Кемпбелл залишався одним з найбільш авторитетних діячів американської і світової фантастики.

## Приватне життя
Майже все своє життя Кемпбелл прожив в містечку Маунсайд (штат Нью-Джерсі) разом зі своєю другою дружиною Маргарет Вінтер (Margaret Winter), з якою одружився в 1950 році і з якою у них було троє дітей. В цьому містечку в своєму будинку в липні 1971 року, сидячи перед телевізором, він заснув у кріслі і помер від серцевого нападу.

## Присуджені премії
- 1968 рік — Премія «Скайларк» (Skylark) за внесок у розвиток фантастики
- 1971 рік — Перше місце повісті «Who Goes There?» і оповідання «Twilight» як найкращих фантастичних творів короткої форми, опублікованих до 1940 року, в голосуванні читачів журналу «Analog»
- 1996 рік — Посмертно внесений у списки «Залу Слави наукової фантастики» (SF Hall of Fame)
- 1996 рік — Премія «Ретро-Г'юго» (Retro Hugo) — найкращому редактору 1945 року
- 2001 рік — Премія «Ретро-Г'юго» (Retro Hugo) — найкращому редактору 1950 року
- 2004 рік — Премія «Ретро-Г'юго» (Retro Hugo)- найкращому редактору 1967 року

На честь Джона Кемпбелла названі дві премії — Меморіальна премія імені Джона Кемпбелла за найкращий науково-фантастичний роман і Премія Джона В. Кемпбелла найкращому новому письменнику-фантасту.